# یواس‌اس اس‌سی-۲۱
یواس‌اس اس‌سی-۲۱ (به انگلیسی: USS SC-21) یک زیردریایی بود که طول آن ۱۱۰ فوت (۳۴ متر) بود. این زیردریایی در سال ۱۹۱۷ ساخته شد.